# Таракты (род рыб)
Таракты, или колючие морские лещи (лат. Taractes) — род лучепёрых рыб из семейства морских лещей. Тарактов можно отличить от других родов морских лещей по плоскому или слегка изогнутому профилю между глазами (в отличие от характерного дугообразного профиля у представителей других родов) и наличию чешуек на спинном и анальном плавниках (в отличие от представителей родов Pterycombus и Pteraclis) .

## Виды
На январь 2020 года в род включают 2 вида:
- Taractes asper Lowe, 1843 — Малый морской лещ, или колючий морской лещ, или таракт[1]
- Taractes rubescens (D. S. Jordan & Evermann, 1887) — Красный колючий морской лещ, или красный таракт[1]

Эти виды легко отличить друг от друга во взрослом состоянии. У взрослого Taractes rubescens на хвостовом стебле развивается плотный костистый киль, который, как считается, состоит из увеличенных чешуек, которые отсутствуют у Taractes asper. Кроме того, у взрослого Taractes rubescens отсутствует заметная боковая линия, которая обычно присутствует у взрослого Taractes asper.

## Распространение
Род широко распространен как в Атлантическом, так и в Тихом океанах. Taractes asper был зарегистрирован от Норвежского моря до Японского моря и Мыса Доброй Надежды в Южной Африке. Taractes rubescens был зарегистрирован в Мексиканском заливе и в восточной и центральной части Тихого океана. Несмотря на обширный ареал, эти рыбы очень редки.